# Verema

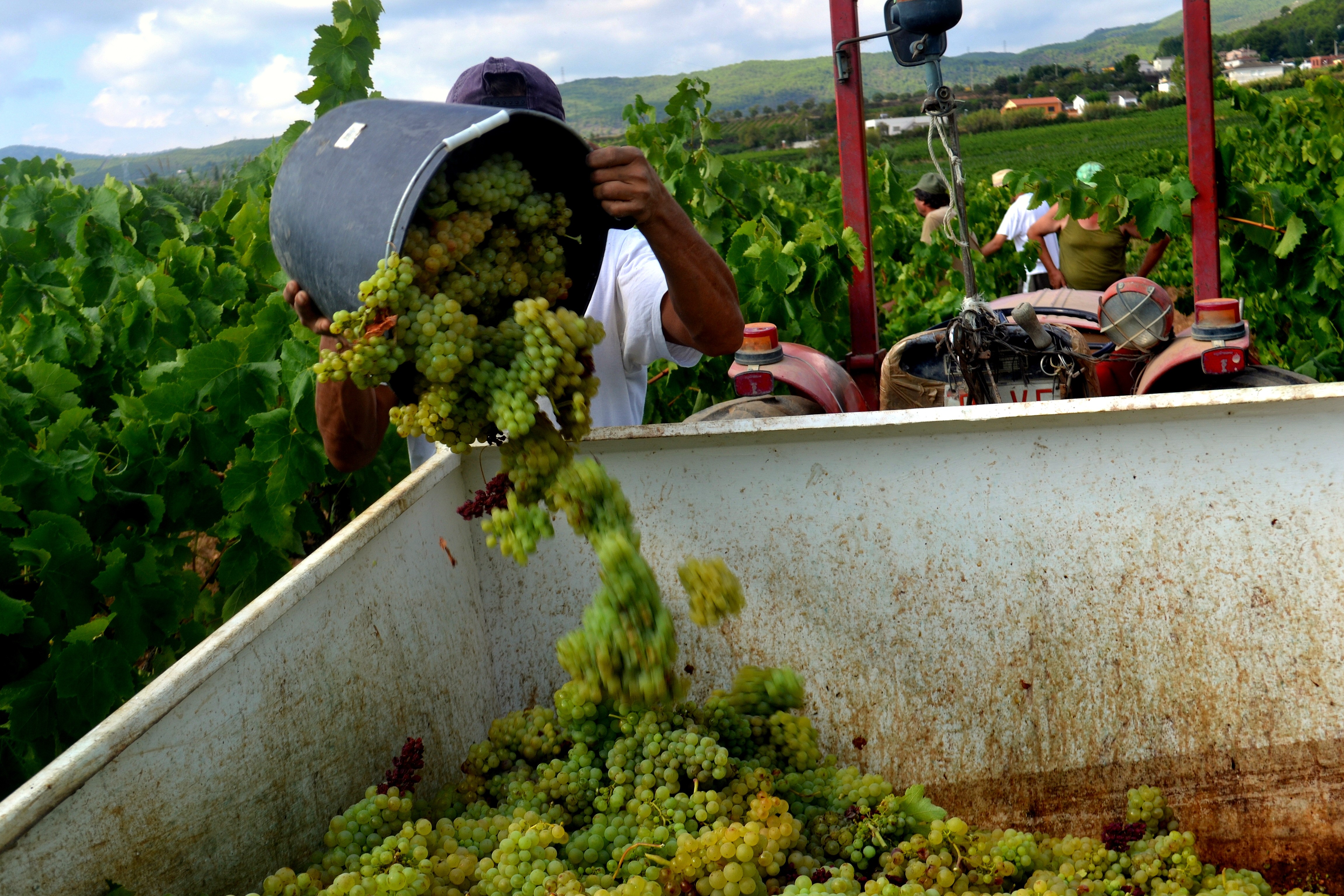
Verema de la varietat de raïm macabeu a Torrelles de Foix (El Penedès)

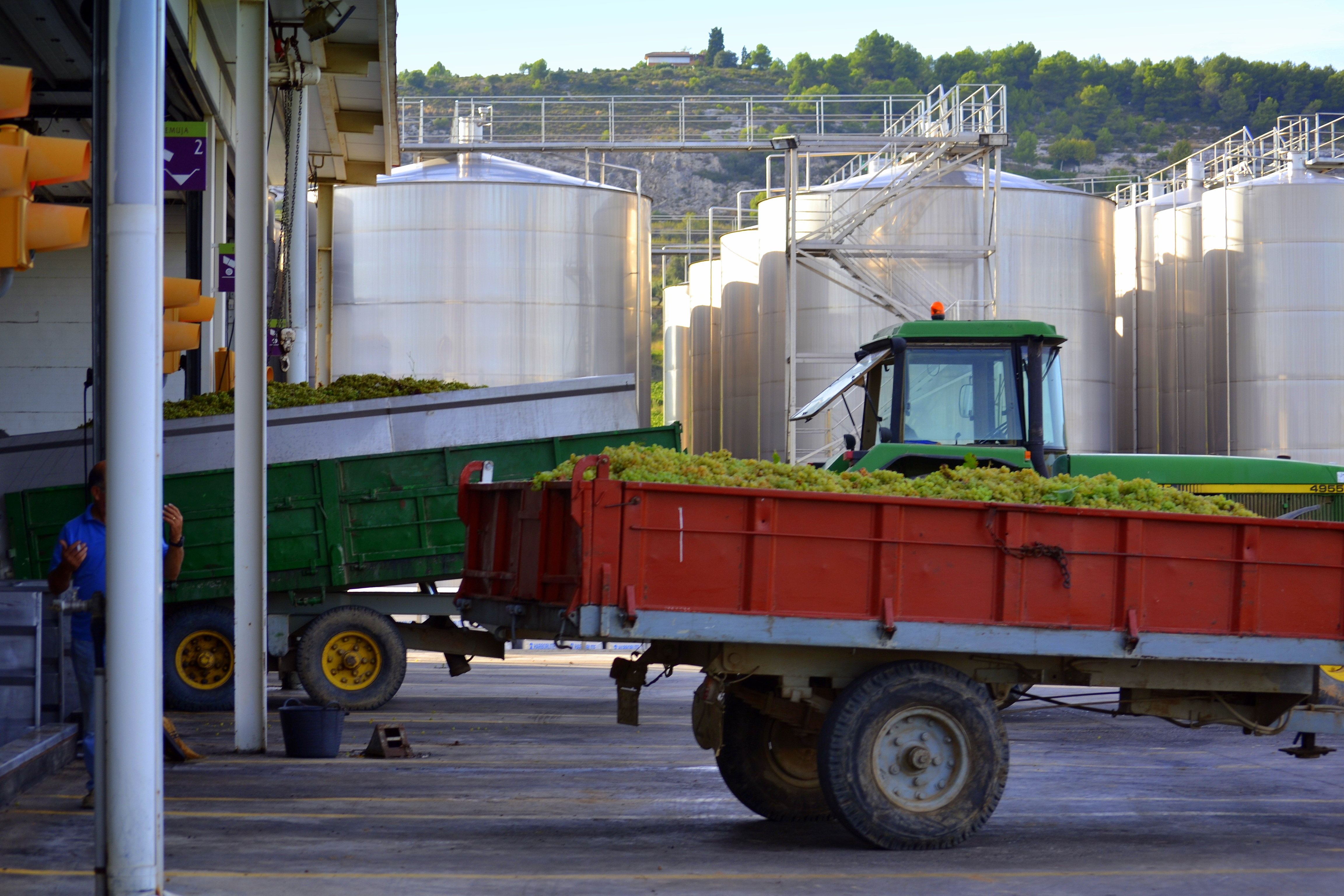
Descàrrega del raïm recollit

La verema és la recol·lecció o collita del raïm per la producció del vi. El període de verema varia entre febrer i abril (en l'hemisferi Sud), i juliol i octubre (en l'hemisferi nord). El temps de col·lecta depèn del grau de maduració del raïm i de la varietat, i és molt important per obtenir una relació percentual entre els sucres i els àcids en el gra de raïm amb un valor òptim per al tipus de vi que es vol produir. Si bé aquest paràmetre és genèricament vàlid per al raïm de taula, en el cas del raïm destinat a la producció vinícola és necessari considerar altres paràmetres per decidir quan és temps de verema. Això pot dependre de:
- Condicions climàtiques: en augmentar la latitud, el raïm madura més tard.
- Zona de producció: els raïm de les vinyes exposades al Sud maduren abans que aquelles exposades al Nord; en augmentar l'alçada el raïm madura abans.
- Tipus de raïm: els ceps de raïm blanc maduren generalment primer que els de raïm negre.
- Tipus de vi que es vulgui elaborar, determinat per la major o menor presència d'alguns components, tals com:
  - sucres: una major quantitat de sucre augmentarà el grau alcohòlic del vi produït; presentar una justa quantitat de sucre és indispensable per iniciar la fermentació alcohòlica.
  - àcids: les substàncies àcides són necessàries tant per evitar la proliferació de bacteris causants de malalties com per a la conservació successiva del vi.
  - components aromàtics: varien durant la maduració del raïm, contribueixen a determinar les característiques orgàniques del vi.

## Tipus de verema
Existeixen dos mètodes de verema
- Manual: és utilitzada per a la producció de vi d'elevada qualitat i de vins escumosos, per tant és necessari collir el raïm de manera més selectiva, cosa que inevitablement fa augmentar els costos de producció. A part es necessita més mà d'obra que tallin els sarments del raïm d'un a un amb un veremall.
- Mecànica: la verema mecànica és més econòmica que la manual. La falta de personal qualificat i l'increment dels costos de recollida del raïm estan provocant que s'implanti de forma accelerada en algunes comarques vitivinícoles, un fet que afecta sobretot a les grans explotacions, que necessiten més mà d'obra. Per a realitzar aquest tipus de verema, el cultiu ha d'estar format en espatllera i no en vas. Espatllera és quan es fan fileres de raïms molt rectes i prims.

Una pràctica utilitzada és la verema escalar, que consisteix en la recol·lecció del raïm d'una vinya extensa en moments successius, i segons el grau de maduració dels raïms individuals. Una altra pràctica és l'anomenada verema tardana, que consisteix a retardar la verema per tal d'augmentar la quantitat de sucres del raïm. Aquest procediment és utilitzat per a la producció de vi generós.
Durant la fase de collita del raïm és necessari respectar algunes regles; és necessari evitar recollir el raïm mullat (per pluja, rosada o boira), ja que l'aigua pot influir en la qualitat del most; a més s'ha d'evitar veremar en les hores més càlides del dia, per impedir l'inici no desitjat de la fermentació; els raïms han de descansar en contenidors no gaire profunds, per a evitar que s'aixafin; finalment, el raïm ha d'anar transportat als llocs en els quals serà efectuada la vinificació en el menor temps possible, per evitar fermentacions o maceracions.